# Javorska Ravna Gora
Javorska Ravna Gora (cyr. Јаворска Равна Гора) – wieś w Serbii, w okręgu morawickim, w gminie Ivanjica. W 2011 roku liczyła 96 mieszkańców.